# Christian Lavernier
 (mars 2020).
La mise en forme du texte ne suit pas les recommandations de Wikipédia : il faut le « wikifier ».
Les points d'amélioration suivants sont les cas les plus fréquents :
- Les titres sont pré-formatés par le logiciel. Ils ne sont ni en capitales, ni en gras.
- Le texte ne doit pas être écrit en capitales (les noms de famille non plus), ni en gras, ni en italique, ni en « petit »…
- Le gras n'est utilisé que pour surligner le titre de l'article dans l'introduction, une seule fois.
- L'italique est rarement utilisé : mots en langue étrangère, titres d'œuvres, noms de bateaux, etc.
- Les citations ne sont pas en italique mais en corps de texte normal. Elles sont entourées par des guillemets français : « et ».
- Les listes à puces sont à éviter, des paragraphes rédigés étant largement préférés. Les tableaux sont à réserver à la présentation de données structurées (résultats, etc.).
- Les appels de note de bas de page (petits chiffres en exposant, introduits par l'outil «  Source ») sont à placer entre la fin de phrase et le point final[comme ça].
- Les liens internes (vers d'autres articles de Wikipédia) sont à choisir avec parcimonie. Créez des liens vers des articles approfondissant le sujet. Les termes génériques sans rapport avec le sujet sont à éviter, ainsi que les répétitions de liens vers un même terme.
- Les liens externes sont à placer uniquement dans une section « Liens externes », à la fin de l'article. Ces liens sont à choisir avec parcimonie suivant les règles définies. Si un lien sert de source à l'article, son insertion dans le texte est à faire par les notes de bas de page.
- La présentation des références doit suivre les conventions bibliographiques. Il est recommandé d'utiliser les modèles {{Ouvrage}}, {{Chapitre}}, {{Article}}, {{Lien web}} et/ou {{Bibliographie}}. Le mode d'édition visuel peut mettre en forme automatiquement les références.
- Insérer une infobox (cadre d'informations à droite) n'est pas obligatoire pour parachever la mise en page.

Pour une aide détaillée, merci de consulter Aide:Wikification.
Si vous pensez que ces points ont été résolus, vous pouvez retirer ce bandeau et améliorer la mise en forme d'un autre article.
Christian Lavernier, né le 27 juillet 1979 à Imperia (Province d'Imperia) en Italie est un guitariste italien.

## Biographie
Christian Lavernier né à Imperia le 27 juillet 1979.  
Il obtient son diplôme au Conservatoire Giuseppe Verdi de Milan sous la direction de Paolo Cherici. Il poursuit ses études à Vienne avec Konrad Ragossnig. Successivement il travaille sur le répertoire et la composition avec Angelo Gilardino, David Russel, Massimo Lonardi, Leo Brouwer et Alirio Diaz. En 2016, ses premières œuvres sont éditées par les Editions Sinfonica .
En juillet 2014, il est invité à jouer le Concert de Aranjuez lors de l'ouverture du Festival de Guitarra de Angostura avec la C.D. Bolivar Orchestra. 
En 2016, il quitte l'Italie et s'installe à Paris. Il entretient néanmoins une collaboration en Italie avec l'acteur Ugo Dighero pour la réalisation du mélologue « Platero y yo », œuvre de Juan Ramon Jimenez sur les musiques de Mario Castelnuovo-Tedesco.  
Il a enregistré des concerts pour des chaînes de télévision et radio en Italie, Espagne, Angleterre, Argentine, France, Venezuela, Russie, Japon, États-Unis et en Mexique.   
En 2019, il publie l'album Contemporary Future (label EMA Vinci) avec les premières œuvres inédites pour l'instrument à 11 cordes « La Soñada ». Ennio Morricone et Azio Corghi signent la préface de cet album. Il obtient le patronage de la SIMC « Société Italienne Musique Contemporaine » et du CIDIM. La SIAE l'insère dans la série « Les Classiques d'Aujourd'hui ».

## Prix
- Concours internationaux (premier prix) :    
  - Concours International Johannes Brahms
  - Concours International Francesco Forgione
  - Concours National Isole Borromee
  - Concours International Paul Harris

Prix à la carrière :
- 2009 : Prix « Reconocimiento por la Trayectoria Artistica » XV Semana International de Guitarra, Burgos (Espagne)[10]

- 2011 - Prix « Reconocimiento por la Trayectoria Artistica » XVII Semana International de Guitarra, Burgos (Espagne)[11]

- 2012 : Prix « Reconocimiento Artistico » XXII Festival Internacional de la Guitarra de Morelia, Tepalcatepec (Mexique)[12]

- 2013 : Prix « Reconocimiento por la Trayectoria Artistica » Universidad de Ixtlahuaca CUI, Festival International de Guitarra, (Mexique)

- 2014 : Prix « Reconocimiento por la Trayectoria Artistica » Festival Internazionale de la Guitarra Angostura, (Venezuela)[13]

## Instruments
Christian Lavernier joue sur des guitares José Ramírez.
En ce qui concerne le répertoire classique, il joue sur une Charotte Milot de 1810 construite à  Mirencourt.
En 2016, le luthier espagnol Carlos Gonzales Marcos a construit pour Christian Lavernier une guitare théorbe à onze cordes, présentée à Paris. Cet instrument est appelé « La Soñada ».

## Collaborations artistiques
Christian Lavernier a collaboré avec plusieurs musiciens et compositeurs en tant qu'interprète, notamment avec : Azio Corghi, Nicola Campogrande et Alberto Colla. À partir de 2013, il collabore avec des musiciens italiens et internationaux en dehors de la musique classique : Tommy Emmanuel , Antonella Ruggero,  Sarah Jane Morris , Rossana Casale, Peter Finger et Eugenio Bennato .  
Depuis le 2016, Christian Lavernier collabore avec l'acteur Ugo Dighero dans le spectacle « Platero y Yo » qui a débuté en juin de la même année dans la saison théâtrale « La Nuit des Poètes »  de Pula (Sardaigne).

## Compositions
- 2016 : Tres Almas, Editions Sinfonica (2016)[1].

## Publications
- 2019 : Nicola Campogrande  « 12 Preludi a Getto di Inchiostro» version pour La Soñada, dédiés à Christian Lavernier - (Editions Universal Music - Ricordi).
- 2019 : Azio Corghi « Redobles y Consonancias » Dédié à Christian Lavernier (Editions Universal Music - Ricordi)[24].

## Discographie
- 2013 : Christian Lavernier (2013)[25].
- 2016 : Tres Almas (2017) [26].
- 2019 : Nicola Campogrande "12 Preludi a Getto d' Inchiostro".
- 2019 : Contemporary Future[27].